# Bill Whitehouse
William James Whitehouse, detto Bill (Londra, 1º aprile 1909 – Reims, 14 luglio 1957), è stato un pilota automobilistico britannico, morto sul circuito di Reims, in Francia.
Nello stesso anno del debutto in Formula 1 trovò la morte in una gara di Formula 2 in Francia.

## Risultati in F1
| 1954 | Scuderia       | Vettura   |  |  |  |  |     |  |  |  |  | Punti | Pos. |
| ---- | -------------- | --------- |  |  |  |  | --- |  |  |  |  | ----- | ---- |
| 1954 | Pilota privato | Connaught |  |  |  |  | Rit |  |  |  |  | 0     |      |

| Legenda | 1º posto     | 2º posto | 3º posto    | A punti         | Senza punti/Non class.  | Grassetto – Pole position Corsivo – Giro più veloce |
| Legenda | Squalificato | Ritirato | Non partito | Non qualificato | Solo prove/Terzo pilota | Grassetto – Pole position Corsivo – Giro più veloce |